# 胡萨克隧道
胡萨克隧道是位于马萨诸塞州西部的一条7.64 公里长的铁路隧道，穿越胡萨克区域，是一个佛蒙特州绿山山脉的延伸。施工开始于1851年並在1875年竣工。预计费用 200 万美元，实际总费用为2100万美元。建成时为世界第二长隧道，仅次于13.7公里长、穿过法国阿尔卑斯山的仙尼斯峰隧道。此記錄於1916年位于不列颠哥伦比亚罗杰斯山口下的康诺特隧道打破。至今，它仍然是落基山脉以东最长的还在使用中的交通隧道。

## 事故
建造中的致命事故造成 193 名工人死亡。幸存者们称该隧道为『血腥矿井』。多数遇难者死于黑火药引起的爆炸，其他则死于更为稳定的硝酸甘油。该项目为硝酸甘油在美国首次用于商业目的。
1865 年 3 月 20 日，奈德·布林克曼和比利·纳什因為领班林果·凯利意外点燃炸药而被埋葬。凯利于事故后失踪。一年后，他被勒死的尸体被发现埋葬在布林克曼和纳什死去的地方。
1867 年 10 月 17 日，当工人们正在挖一个 313 米的垂直排气通道时，一枝位于升降机机构中的蜡烛点燃了从煤气鼓中泄露出来的石脑油蒸汽。接下来的爆炸造成升降机起火并坍塌在通道中。接近通道顶部的四人逃生，但在 164 米下方工作的 13 人被下降的石脑油和掉落的铁块困住。水泵也在爆炸中损毁。通道开始进水。第二天，一个名叫茅勒瑞的工人被用绳索固定着吊入通道中，但被浓烟阻挡，未能发现幸存者。自此没有再尝试救援。几个月后，工人们终于到达通道底部，发现几个遇难者曾经在窒息前坚持了足够长的时间造出了一个筏子。